# La Cruz (Sinaloa)
La Cruz, su nombre oficial, o La Cruz de Elota, su nombre común, es una localidad mexicana situada en el estado de Sinaloa, cabecera del municipio de Elota; donde residen los poderes municipales encabezado por el presidente municipal, seguido de un diputado representante de distrito que comprende a la demarcación municipal ante el Congreso del Estado de Sinaloa. Se encuentra en la parte centro-sur del estado, cerca a la costa del océano Pacífico, esta es conocida como la bahía de Ceuta que se encuentra a tan solo 9.8 km.

## Historia
El nacimiento de La Cruz se remonta al año de 1893, Don José María Calderón fundó un rancho para cría de ganado y agricultura al que le denominó "La Cruz", porque en dicho sitio, antes de la fundación del pueblo actual, existió una mojonera rematada por una cruz grande que servía de límite a los leñeros de Chicayota y Naranjos, que eran propiedad de la Sra. María Engracia Yuriar Viuda de Barraza y los leñeros de Ceuta propiedad de los hermanos Romero.
Conforme a datos testimoniales que constatan en acta levantada en el ayuntamiento en el año de 1942, se establece que Don José María construyó en el rancho una casa de ladrillo y techo de tejas compuestas por dos piezas y dos portales para vivienda del vaquero, siendo el primero que ocupó el Sr. Librado Ruvalcaba con su señora esposa María de Ruvalcaba e hijas.
Se asienta así mismo que "Además fincaron en el mismo lugar sus jacales Don Cipriano Guardado e hijos, el Sr. Francisco Franco y familia, Eduardo López y familia. El 'Gral. José Aguilar Barraza' nieto de la Sra. María Engracia Yuriar viuda de Barraza, que testimonió lo anterior, apuntó que "En 1908 se construyó la vía férrea Sud Pacífico de México y con tal motivo se levantó una estación llamada Guadalupe por servir de embarque al tráfico de minerales de la mina de Guadalupe de los Reyes de Cosalá". Este nombre prevaleció y al sitio se le siguió llamando por su original nombre de La Cruz.
Durante 1908 a 1910, se construyó el puente ferroviario sobre el río Elota que originó la afluencia de campesinos y ex-mineros de Elota, Conitaca, Soquititán y Guadalupe de los Reyes, ellos fueron alojados en un campamento provisional que la empresa instaló a orillas del río de Elota, concluidas las obras muchos de esos improvisados peones del riel se aposentaron en la naciente aldea.
Don Mariano Romero disponía de más de 10 mil hectáreas de buena tierra cerca de las salinas de Ceuta, de la cual esa tierra se fue repartiendo a gente que quería trabajar y así fue que muchas de las personas que habían sido mineros pasaron a ser agricultores y que pronto se convirtió en la principal actividad económica de la región, se disponía de agua abundante del río de Elota y de tierras de excelente calidad.
En julio de 1910, el Ing. Jesús González Ortega elaboró un plano de lo que sería el poblado de La Cruz, ubicado en una porción de terreno denominado Ceuta, propiedad de la Sra. Marina viuda de Romero, entre otras personalidades, del cual de esas 55 hectáreas se erigió lo que actualmente es la ciudad de La Cruz.
Después empezó la guerra de la Revolución Mexicana, donde un hombre visionario llamado José Aguilar Barraza, que se había levantado en armas apoyando a Francisco I. Madero, encabezó ante el gobierno la gestión para la expropiación de los terrenos "para la formación de un nuevo pueblo", pero esta petición no prosperó, habrían de pasar 6 años para que mediante el sistema de cesión a título oneroso hecha a favor del estado de Sinaloa, representado por el gobernador Gral. Ramón F. Iturbe, la empresa Romero Hermanos y Cía, cediera los terrenos en litigio, levantándose el acta respectiva ante el C. Pedro F. Zazueta, juez de Primera Instancia de Elota en funciones de notario público, fechada el 18 de febrero de 1918.
La llegada del ferrocarril Sud Pacífico al noroeste de México significó progreso y florecimiento para muchos pueblos de Sinaloa en este ejemplo cae La Cruz, pero también paradójicamente, el ocaso de otros tal es el caso del pueblo de Elota.
Othón Herrera y Cairo fue el primer ciudadano registrado en La Cruz, nació el 2 de julio de 1914 en la entonces naciente estación de bandera de La Cruz, donde se abastecía de agua y leña a las máquinas de vapor del ferrocarril en construcción de la Sud Pacífico, durante el tendido de líneas férreas y la edificación del puente sobre el río Elota.
En 1927, conforme al censo levantado, La Cruz ya contaba con más de 2 mil habitantes, en tanto el pueblo de Elota solamente pasaban los 900 habitantes, muchos elotenses se trasladaron a La Cruz en busca de oportunidades de trabajo, además de mencionarse que mientras La Cruz disponía de mejores vías de comunicación como tal es el caso del ferrocarril, el pueblo de Elota quedó encerrada en detrimento de los servicios que proporcionaba a la población tanto de carácter público como privado. A esto se suma que los habitantes de La Cruz y puntos cercanos a este les era más difícil trasladarse al pueblo de Elota para arreglos de asuntos oficiales, para la adquisición de víveres, medicinas, mientras que en La Cruz donde ya residía la mayoría de la población se carecía de algunos servicios públicos oficiales.
Por todos estos motivos se decide que en La Cruz se establezca el ayuntamiento municipal, los que participaron en el traslado de la cabecera fueron: 'Gral. José Aguilar Barraza', C. Jesús Amador, C. Laura Aguilar Barraza, José María Romero, Liberato Aguilar, José María Calderón, Pedro Vega, entre otros, donde se establece el ayuntamiento del municipio de Elota el 6 de mayo de 1927, y el 18 de agosto de 1937 se funda lo que es el ejido por decreto del presidente de la república Lázaro Cárdenas.
El Gral. José Aguilar Barraza fue el ejecutor de proyectos, desde el traslado de la cabecera a La Cruz, así que este fuera declarado como Villa y a Elota fuera declarado como Pueblo, participó en todo desde donando inclusive terrenos y dinero para obras de interés colectivo como la plazuela Miguel Hidalgo, la cárcel pública, el panteón municipal y escuelas, de la cual la primera escuela creada en el municipio lleva actualmente su nombre, siendo creada el 2 de abril de 1948 y siendo inaugurada por el presidente de la república el 'Lic. Miguel Alemán Valdéz' y gobernador de Sinaloa el 'Gral. Pablo Macías Valenzuela, siendo presidente municipal Don Juan Jose Perez López.
En años posteriores la villa siguió desarrollándose como tales son las edificaciones de la parroquia de la virgen de Guadalupe terminada en 1971, el Jardín de Niños Dr. Rigoberto Aguilar Pico en 1956, la escuela primaria federal Profra. Agustina Herrera en 1978, la escuela Preparatoria La Cruz de la Universidad Autónoma de Sinaloa en 1975, en la década de 1960 se creó la escuela secundaria María Gertrudiz Samblé Castro, en la década de 1980 el Colegio de Bachilleres del Estado de Sinaloa, colonias tales como Colinas del Río creada a principios de la década de 1990, o el residencial Santa Cruz principios de la década del 2000.
Desde el 2006 ha sido considerada ciudad porque rebasa los 10 mil habitantes, y que actualmente sigue creciendo debido a los comercios de importancia que están generando empleos en la región.
En el último censo llevado a cabo en el 2010, la población de La Cruz oscilaba entre los 15 mil habitantes.
En el sitio donde estuvo la mojonera donde se encontraba el símbolo de La Cruz, actualmente se encuentra el monumento emblema no solo de la comunidad, sí no, del municipio de Elota, siendo creada en 1992 y remodelada en  2018.